# Wassigny
Cet article possède des paronymes, voir Wattignies et Watigny.
Wassigny (/wa.si.ɲi/) est une commune française située dans le département de l'Aisne, en région Hauts-de-France.
Ses habitants sont appelés Wassignien(ne)s.

## Géographie

### Description
Wassigny est un petit village situé dans le département de l'Aisne, région Hauts-de-France .
À vol d'oiseau, elle se situe à 49,99 kilomètres de Laon, préfecture du département et à 78,24 kilomètres de Lille, préfecture de région. Par rapport à Paris, la commune se trouve à 157,27 kilomètres.
La superficie de la commune est de 6,79 km2 ; son altitude varie de 137 à 161 mètres (50° 00'50° nord, 3° 36'03° est).
Son sous-sol est principalement constitué de craie du Coniacien (Sénonien Inférieur) et de limon, limon sableux, sables de couverture (Quaternaire).

### Communes limitrophes
Wassigny est limitrophe de sept autres communes : Ribeauville au nord, Mazinghien au nord-est, Oisy et Etreux à l'est, Vénérolles au sud-est, Hannapes au sud, Mennevret au sud-ouest et La Vallée-Mulâtre à l'ouest.

### Hydrographie

#### Réseau hydrographique
La commune est située dans le bassin Artois-Picardie. Elle est drainée par le ruisseau du bois de ribeaucourt et Molain,.

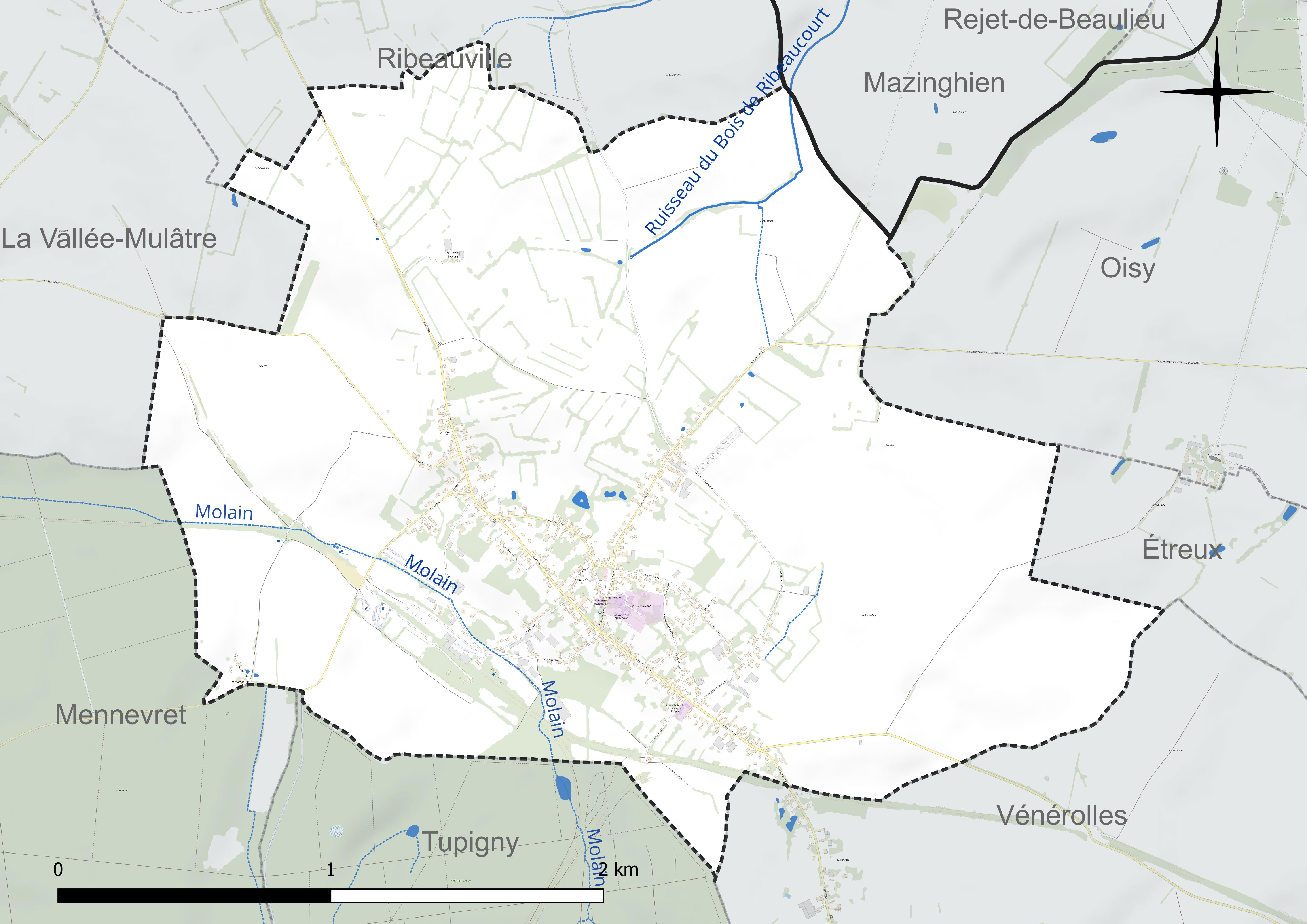
Réseau hydrographique de Wassigny.

#### Gestion et qualité des eaux
Le territoire communal est couvert par le schéma d'aménagement et de gestion des eaux (SAGE) « Escaut ». Ce document de planification concerne un territoire de 2 005 km2 de superficie, délimité par le bassin versant de l'Escaut. Le périmètre a été arrêté le 9 juin 2006 et le SAGE proprement dit a été approuvé le 13 juillet 2021. La structure porteuse de l'élaboration et de la mise en œuvre est le syndicat mixte Escaut et Affluents (SyMEA).
La qualité des cours d'eau peut être consultée sur un site dédié géré par les agences de l'eau et l'Agence française pour la biodiversité.

### Climat
Pour des articles plus généraux, voir Climat des Hauts-de-France et Climat de l'Aisne.
En 2010, le climat de la commune est de type climat océanique dégradé des plaines du Centre et du Nord, selon une étude du CNRS s'appuyant sur une série de données couvrant la période 1971-2000. En 2020, Météo-France publie une typologie des climats de la France métropolitaine dans laquelle la commune est exposée à un climat océanique altéré et est dans la région climatique Nord-est du bassin Parisien, caractérisée par un ensoleillement médiocre, une pluviométrie moyenne régulièrement répartie au cours de l'année et un hiver froid (3 °C).
Pour la période 1971-2000, la température annuelle moyenne est de 9,8 °C, avec une amplitude thermique annuelle de 14,9 °C. Le cumul annuel moyen de précipitations est de 807 mm, avec 12,2 jours de précipitations en janvier et 9,3 jours en juillet. Pour la période 1991-2020, la température moyenne annuelle observée sur la station météorologique la plus proche, située sur la commune de Saint-Hilaire-sur-Helpe à 25 km à vol d'oiseau, est de 10,5 °C et le cumul annuel moyen de précipitations est de 802,4 mm,. Pour l'avenir, les paramètres climatiques de la commune estimés pour 2050 selon différents scénarios d'émission de gaz à effet de serre sont consultables sur un site dédié publié par Météo-France en novembre 2022.

## Urbanisme

### Typologie
Au 1er janvier 2024, Wassigny est catégorisée commune rurale à habitat dispersé, selon la nouvelle grille communale de densité à 7 niveaux définie par l'Insee en 2022.
Elle est située hors unité urbaine et hors attraction des villes,.

### Occupation des sols
L'occupation des sols de la commune, telle qu'elle ressort de la base de données européenne d'occupation biophysique des sols Corine Land Cover (CLC), est marquée par l'importance des territoires agricoles (87,9 % en 2018), en diminution par rapport à 1990 (90,7 %). La répartition détaillée en 2018 est la suivante : 
terres arables (54,1 %), prairies (33,8 %), zones urbanisées (11,1 %), forêts (1 %).
L'évolution de l'occupation des sols de la commune et de ses infrastructures peut être observée sur les différentes représentations cartographiques du territoire : la carte de Cassini (XVIIIe siècle), la carte d'état-major (1820-1866) et les cartes ou photos aériennes de l'IGN pour la période actuelle (1950 à aujourd'hui).

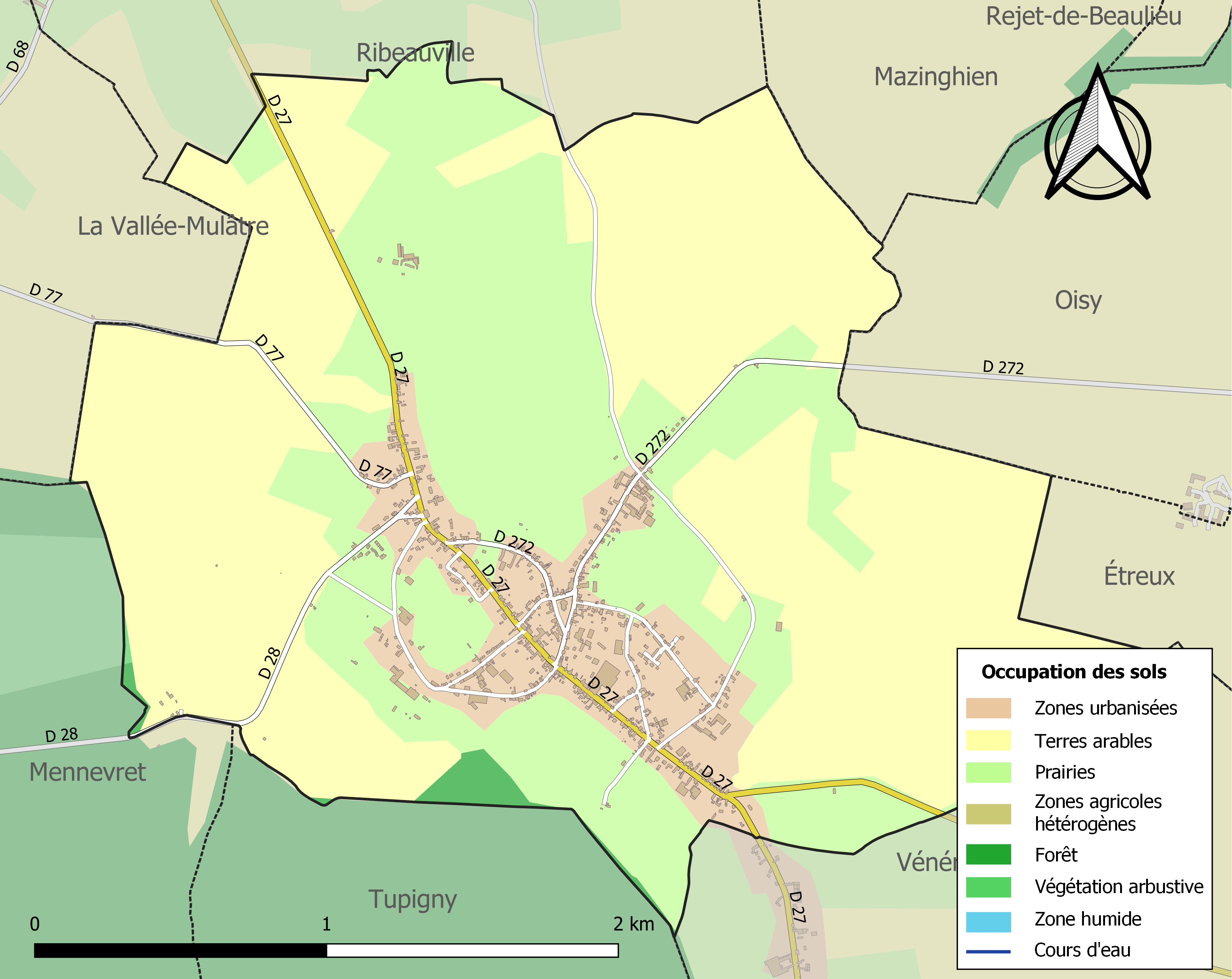
Carte de l'occupation des sols de la commune en 2018 (CLC).

### Habitat et logement
En 2018, le nombre total de logements dans la commune était de 449, alors qu'il était de 449 en 2013 et de 434 en 2008.
Parmi ces logements, 88,4 % étaient des résidences principales, 1,3 % des résidences secondaires et 10,2 % des logements vacants. Ces logements étaient pour 84 % d'entre eux des maisons individuelles et pour 15,8 % des appartements.
Le tableau ci-dessous présente la typologie des logements à Wassigny en 2018 en comparaison avec celle de l'Aisne et de la France entière. Une caractéristique marquante du parc de logements est ainsi une proportion de résidences secondaires et logements occasionnels (1,3 %) inférieure à celle du département (3,5 %) mais supérieure à celle de la France entière (9,7 %). Concernant le statut d'occupation de ces logements, 64,5 % des habitants de la commune sont propriétaires de leur logement (63,6 % en 2013), contre 61,6 % pour l'Aisne et 57,5 pour la France entière.
| Typologie                                               | Wassigny | Aisne | France entière |
| ------------------------------------------------------- | -------- | ----- | -------------- |
| Résidences principales (en %)                           | 88,4     | 86,7  | 82,1           |
| Résidences secondaires et logements occasionnels (en %) | 1,3      | 3,5   | 9,7            |
| Logements vacants (en %)                                | 10,2     | 9,8   | 8,2            |

### Voies de communication et transports

#### Voies de communication
Wassigny se trouve à 118 km à l'est d'Amiens, 92 km au sud de Lille, et 202 km au nord-est de Paris. La ville dispose d'une position géographique intéressante (proche de la frontière Nord-Pas-de-Calais) : on peut rejoindre Le Cateau par la, Bohain en Vermandois par la,

#### Transports
Les gares les plus proches sont les gares de Busigny, Bohain et Maurois, Bertry, Landrecies, situées toutes entre 11 et 15 km de la commune.

## Toponymie
Le village est cité pour la première fois sous l'appellation latine de Vassenis en 1190. Le nom variera encore ensuite de nombreuses fois en fonction des différents transcripteurs : Wassignis, Wassegnies, Wasseignies, Ville de Wassigny, Vassignies, Vassigny, Wassegnie , et enfin l'orthographe actuelle Wassigny  au XVIIIe siècle sur la carte de Cassini.
Selon Marie-Thérèse Morlet, le nom de la commune dérive du latin Wassiniacum, formé à l'aide du nom d'origine gauloise Vasso (cf. mot gaulois *uassos), qui aurait subi l'influence germanique (à l'époque mérovingienne) et aurait changé son initiale v en w, suivi du suffixe -(i)acum. Pour Ernest Nègre, le nom de la commune dérive d'un nom de personne d'origine germanique, Watzo.

## Histoire

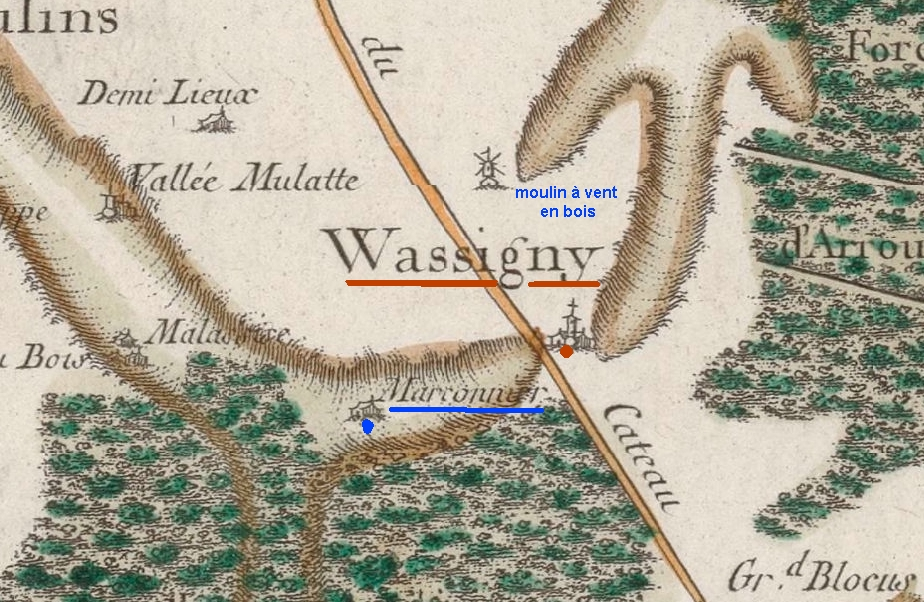
Carte de Cassini du secteur
(vers 1750).

### Époque moderne
La carte de Cassini montre qu'au XVIIIe siècle, Wassigny est une paroisse située sur la route reliant Le Cateau-Cambrésis à Guise.
Au nord, est représenté un moulin à vent en bois.

### Époque contemporaine

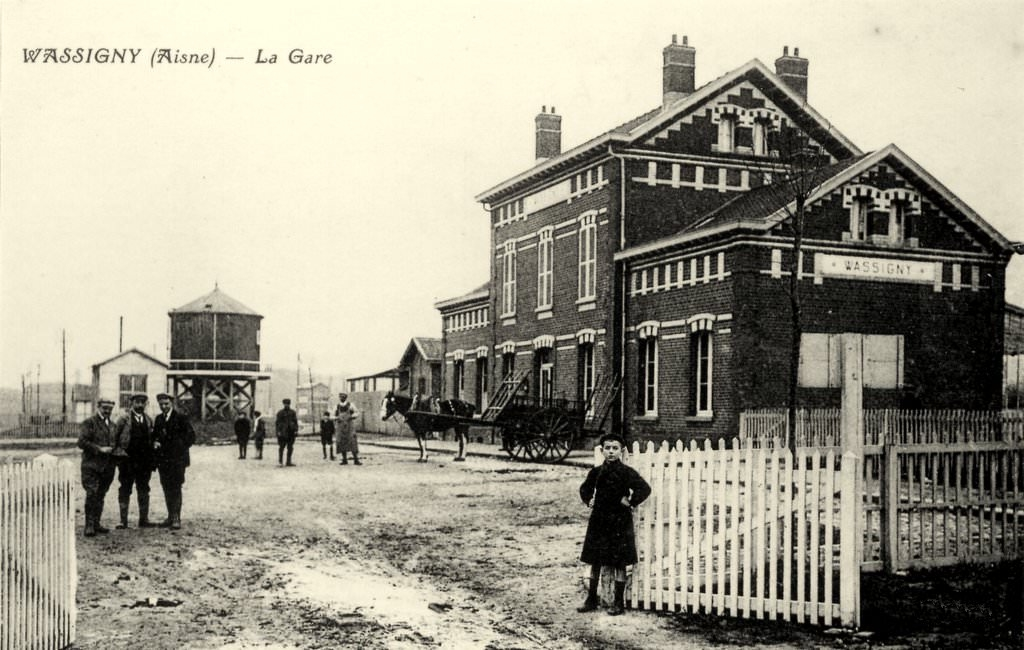
La gare au début du XXe siècle.

Sur le plan cadastral de 1830 sont dessinés trois moulins aujourd'hui disparus.
La ferme Marronnier existe encore actuellement à la sortie du bourg sur la route de Bohain.
La gare de Wassigny était située au croisement des lignes de Laon au Cateau et de Busigny à Hirson. Le dernier tronçon encore exploité pour le trafic de marchandises de Busigny à Guise a fermé dans les années 1980.

## Politique et administration

### Découpage territorial
La commune de Wassigny est membre de la communauté de communes Thiérache Sambre et Oise, un établissement public de coopération intercommunale (EPCI) à fiscalité propre créé le 1er janvier 2017 dont le siège est à Guise. Ce dernier est par ailleurs membre d'autres groupements intercommunaux.
Sur le plan administratif, elle est rattachée à l'arrondissement de Vervins, au département de l'Aisne et à la région Hauts-de-France. Sur le plan électoral, elle dépend du  canton de Guise pour l'élection des conseillers départementaux, depuis le redécoupage cantonal de 2014 entré en vigueur en 2015, et de la troisième circonscription de l'Aisne  pour les élections législatives, depuis le dernier découpage électoral de 2010.

## Équipements et services publics

### Enseignement
La commune dispose du groupe scolaire Marcel Foulon et accueille le collège Simone-Veil.

## Démographie
L'évolution du nombre d'habitants est connue à travers les recensements de la population effectués dans la commune depuis 1793. Pour les communes de moins de 10 000 habitants, une enquête de recensement portant sur toute la population est réalisée tous les cinq ans, les populations de référence des années intermédiaires étant quant à elles estimées par interpolation ou extrapolation. Pour la commune, le premier recensement exhaustif entrant dans le cadre du nouveau dispositif a été réalisé en 2008.

En 2022, la commune comptait 946 habitants, en évolution de −1,97 % par rapport à 2016 (Aisne : −1,97 %, France hors Mayotte : +2,11 %).
| 1793 | 1800 | 1806 | 1821  | 1831  | 1836  | 1841  | 1846  | 1851  |
| ---- | ---- | ---- | ----- | ----- | ----- | ----- | ----- | ----- |
| 750  | 905  | 971  | 1 085 | 1 155 | 1 134 | 1 198 | 1 224 | 1 247 |

| 1856  | 1861  | 1866  | 1872  | 1876  | 1881  | 1886  | 1891  | 1896  |
| ----- | ----- | ----- | ----- | ----- | ----- | ----- | ----- | ----- |
| 1 314 | 1 340 | 1 379 | 1 334 | 1 294 | 1 249 | 1 316 | 1 179 | 1 223 |

| 1901  | 1906  | 1911  | 1921  | 1926  | 1931  | 1936  | 1946 | 1954  |
| ----- | ----- | ----- | ----- | ----- | ----- | ----- | ---- | ----- |
| 1 172 | 1 123 | 1 077 | 1 114 | 1 084 | 1 030 | 1 046 | 977  | 1 004 |

| 1962  | 1968  | 1975  | 1982  | 1990  | 1999  | 2006 | 2008 | 2013 |
| ----- | ----- | ----- | ----- | ----- | ----- | ---- | ---- | ---- |
| 1 025 | 1 036 | 1 011 | 1 047 | 1 043 | 1 026 | 995  | 986  | 966  |

| 2018 | 2022 | - | - | - | - | - | - | - |
| ---- | ---- | - | - | - | - | - | - | - |
| 953  | 946  | - | - | - | - | - | - | - |

## Culture locale et patrimoine

### Lieux et monuments
- L'église Notre Dame de l'Assomption de Wassigny
- Le musée Louis-Cornu, présente l'œuvre (peinture et la sculpture) de cet artiste natif du village[34],[35].

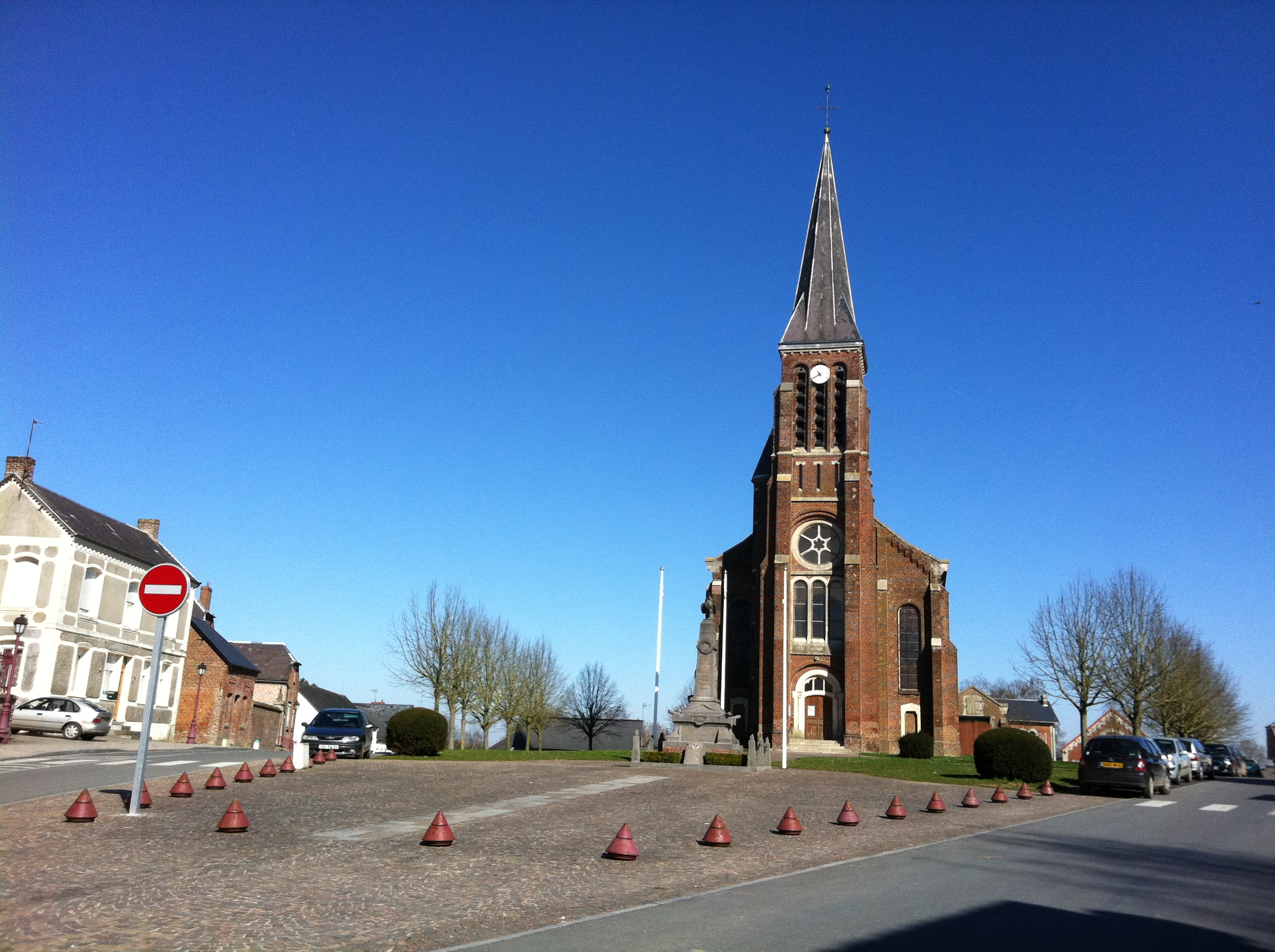
L'église paroissiale
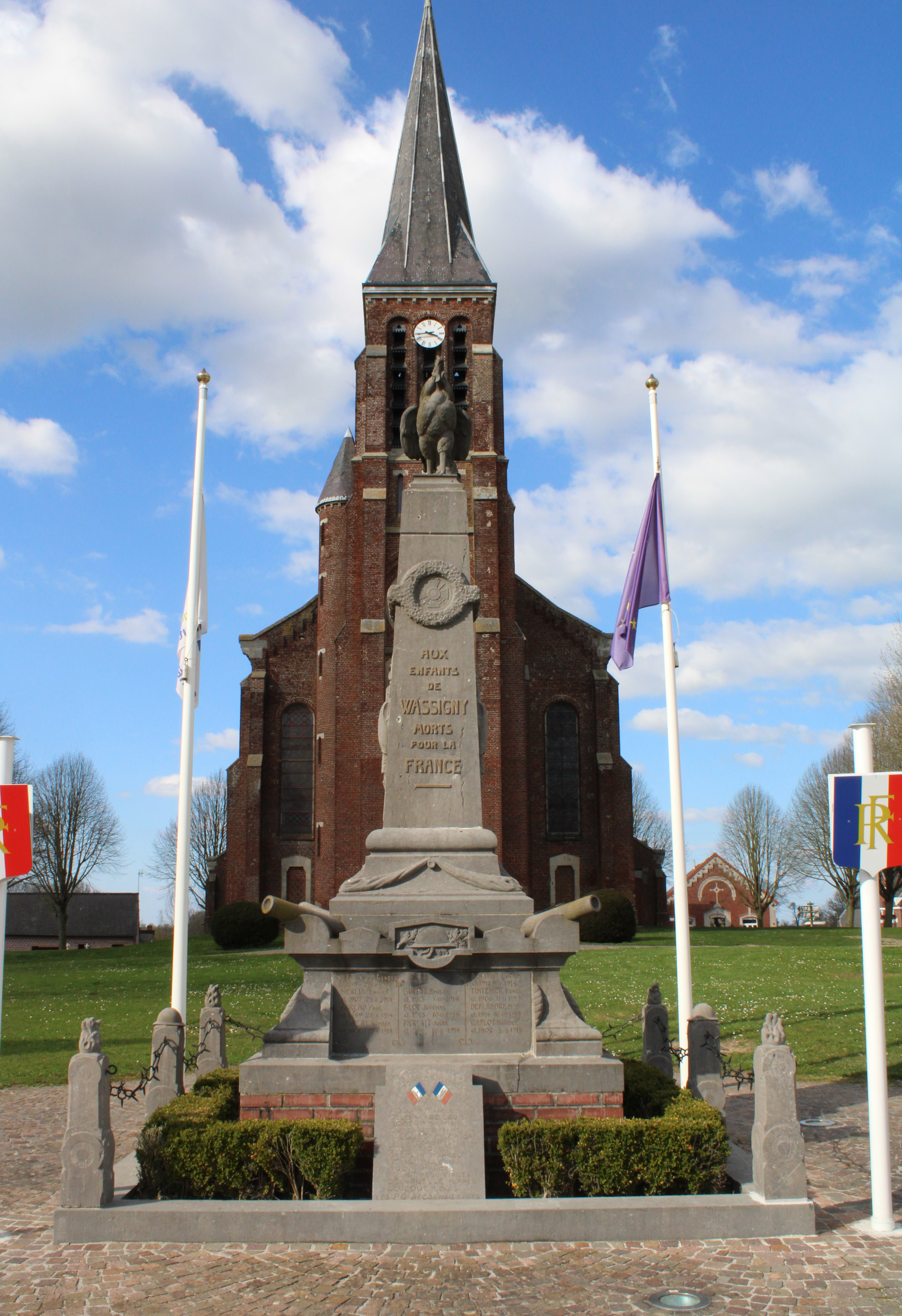
Le monument aux morts.
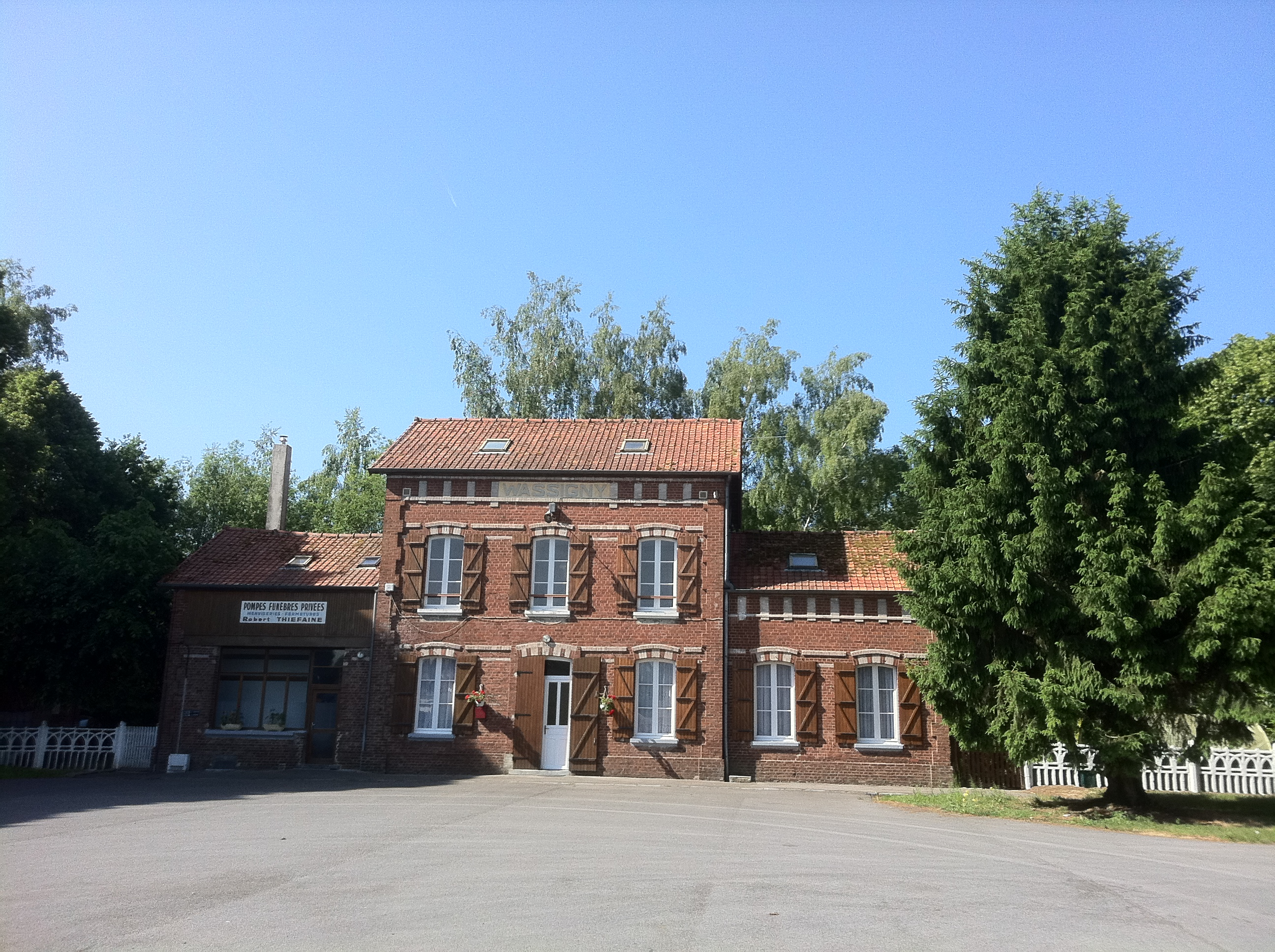
L'ancienne gare de Wassigny.
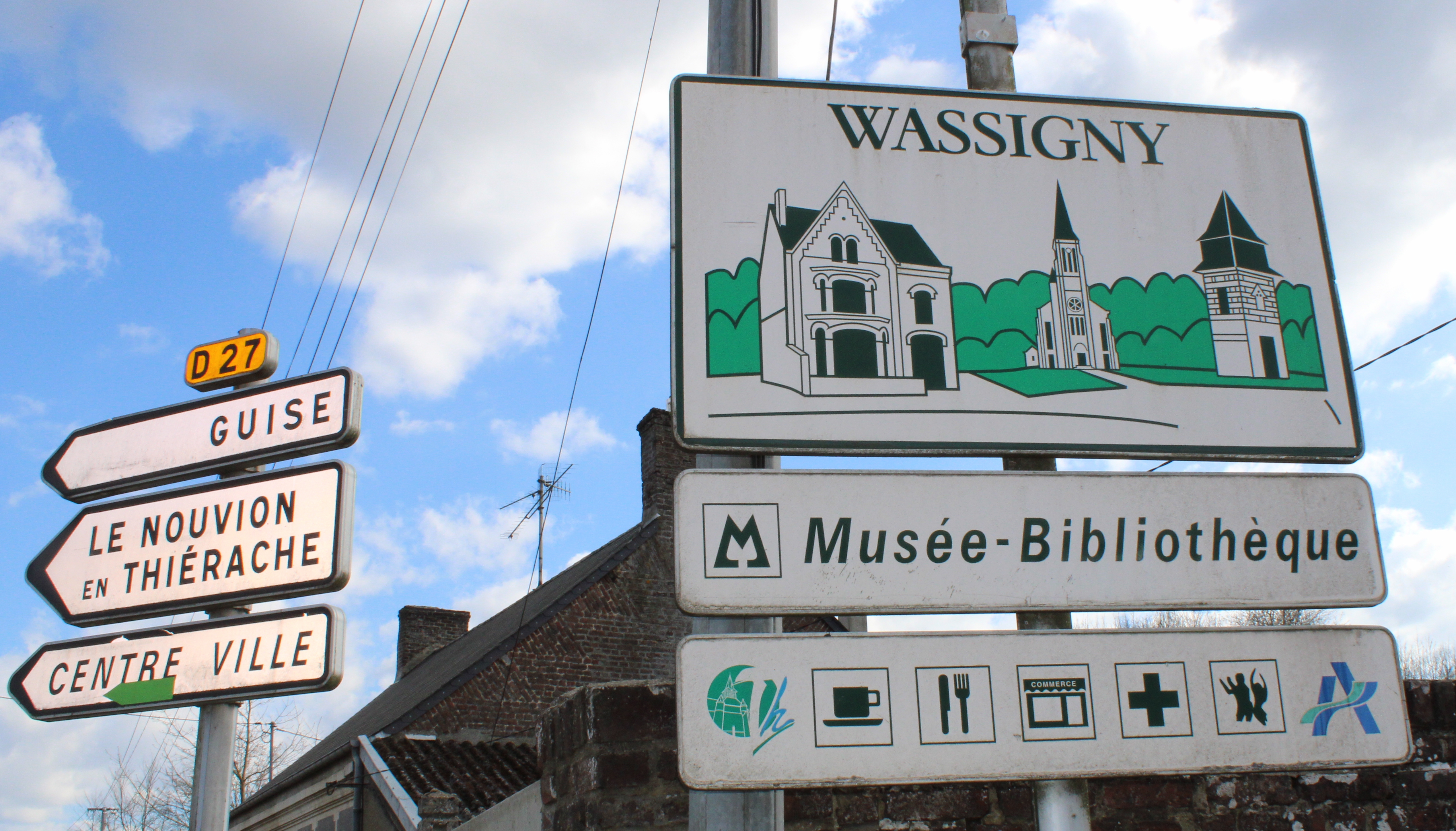
Panneau touristique à l'entrée du village.

### Personnalités liées à la commune
- François Millon de Montherlant (1726-1794), homme politique né à Wassigny, député du tiers aux États généraux de 1789, condamné à mort et exécuté à Paris.
- Édouard Alliot (1900-1981), homme politique français, y est né.
- Philippe Tesson (1928-2023), journaliste français de presse écrite et chroniqueur de radio et de télévision, y est né.

### Héraldique
Protégée par les lois royales, la compagnie financière chargée de l'enregistrement va réaliser une véritable chasse au blasonnable et doter nos fidèles aïeux de blasons parfois du plus parfait mauvais goût ou profondément insultants.
Les membres du Tiers-État, de la Noblesse, du Clergé ou les communautés humaines, si leurs revenus le permettaient, bien que parfois limites, n'échapperont pas à la traque des limiers de la compagnie financière.
Wassigny est une communauté d'habitants. Ses revenus étant suffisants, elle fit, ou fut obligée de faire, enregistrer son blason vers 1696 dans les registres de Charles d'Hozier ; cela lui coûta 20 livres en plus les frais d'enregistrements
.
| Blason de Wassigny | Blason  | Écartelé : au 1er et 4e d'argent au loup de sable, au 2e et 3e d'azur à la gerbe de blé d'or. Ornements extérieursCroix de guerre 1914-1918     |
| Blason de Wassigny | Détails | La commune de Nouvion-sur-Meuse dans le département des Ardennes partage le même blasonnement. Le statut officiel du blason reste à déterminer. |